# Spólnik (wieś)
Spólnik – wieś w Polsce położona w województwie wielkopolskim, w powiecie konińskim, w gminie Sompolno, w sołectwie Belny.
W latach 1975–1998 miejscowość administracyjnie należała do województwa konińskiego.
Mieszkańcy Spólnika wyznania katolickiego przynależą do parafii św. Marii Magdaleny w Sompolnie.